# ジャーメル・チャーロ 対 ブライアン・カスターニョ第2戦
ジャーメル・チャーロ 対 ブライアン・カスターニョ第2戦（ジャーメル・チャーロ たい ブライアン・カスターニョたい2せん）は、2022年5月14日、アメリカ合衆国カリフォルニア州カーソンの ディグニティ・ヘルス・スポーツ・パーク・テニスコートで開催されたプロボクシングの試合。WBA・WBC・IBF世界スーパーウェルター級王者のチャーロとWBO世界スーパーウェルター級王者のカスターニョが行う4団体王座統一戦。前戦で両者ドローとなった為行われたダイレクトリマッチとなった。

## 試合までの経緯
2022年2月3日、チャーロとカスターニョの再戦が2022年3月19日ロサンゼルス・ダウンタウンのクリプト・ドットコム・アリーナで開催される見通しとリング誌などが報じた。
2022年2月17日、カスターニョがトレーニング中に右腕の二頭筋を負傷した為、2022年3月19日に予定されていた世界スーパーウェルター級王座統一戦が延期される見通しとなった。
2022年5月12日、スーパーウェルター級4団体統一戦の最終会見がロサンゼルスのザ・ウェスティンLAXで開催された。チャーロは「ファンは私がリングで行うことにひどく打ちのめされるだろう。私はパワーでもスピードでも有名。それを試合で発揮する」と発言。一方のカスターニョは「チャーロがトップクラスの選手であることは誰もが認める。でもこのレベルでは誰もがパワーを持っている。私がマットに落ちたのは唯一、一回だけ。相手はチャーロではなかった。彼はストロングだけど、これまで対戦した選手と比べて飛びぬけたパワーの持ち主ではない」と対抗した。
2022年5月13日、前日計量が行われチャーロが152.8ポンド、カスターニョが153.8ポンド一発で計量をパスした。
2022年5月14日、カリフォルニア州カーソンの ディグニティ・ヘルス・スポーツ・パーク・テニスコートで行われたWBA・WBC・IBF・WBO世界スーパーウェルター級王座統一戦に於いて、チャーロが10回2分53秒KO勝ちを収め、WBA王座は2度目、WBC王座は3度目、IBF王座は2度目の防衛及びWBO王座を獲得し、史上7人目となる主要4団体統一に成功しスーパーウェルター級では初の4団体統一王者になった。Showtimeが放送したこの試合の平均視聴者数は75万6千人だった。またこの試合でチャーロは100万ドル（約1億3千万円）、カスターニョは50万ドル（約6700万円）のファイトマネーを稼いだ。